# 彭鳳至
彭鳳至（1950年—），台灣法律學者，曾任中華民國司法院大法官（2003年－2008年）、最高行政法院院長。

## 學歷
- 北一女中
- 台灣大學法律系法學組學士
- 慕尼黑大學法學博士

## 經歷
- 甲等特考及格，進入司法院（1986年）
- 最高行政法院院長（2008－2010)
- 第七屆司法院大法官（2003－2008）
- 最高行政法院法官兼庭長（2000－2003）
- 2001年膺選司法院優良法官
- 任司法院參事
- 行政法院評事

## 私人生活
夫婿蘇永欽與彭鳳至同時於1972年從臺灣大學法律系畢業，並在1981年取得德國慕尼黑大學法學博士。蘇永欽是第一任中華民國國家通訊傳播委員會主任委員，國家通訊傳播委員會因爭議要求釋憲時（司法院釋字第613號解釋），彭鳳至即因蘇永欽擔任該會主任委員而迴避。

## 主要著作
- 德國行政訴訟制度及訴訟實務之研究 （1998）
- 行政訴訟制度，劉宗德/彭鳳至，載於行政法二０００（2000）